# Jesus of Cool
Jesus of Cool es el primer álbum de estudio del músico británico Nick Lowe. Fue publicado en marzo de 1978 a través de Radar Records en el Reino Unido. La edición estadounidense del LP, con un repertorio de canciones ligeramente diferente, fue publicada por Columbia Records, con el título de Pure Pop for Now People.
En febrero de 2008, fue reeditado en una edición de lujo para su 30.° aniversario por Proper Records en el Reino Unido y por Yep Roc Records en los Estados Unidos. El 23 de abril de 2022, para el Record Store Day, el álbum fue relanzado nuevamente bajo el nombre Wireless World.

## Recepción de la crítica
Peter Silverton de Sounds dijo en el momento del lanzamiento: “A pesar de las diferencias en el sonido de la pista en la pista, todos son muy Lowe – instrumentación escasa, cuidadosamente seleccionada, delicadeza de toque y voces discretas. Pero cuando entrega obras maestras como «Marie Provost» – sin duda la mejor y más completa letra que jamás haya escrito – te olvidas de los fracasos parciales”.
Nick Kent, escribiendo en NME, señaló que los fanáticos de Lowe estarían “más que un poco enojados” por la inclusión de cinco canciones que se habían lanzado anteriormente en diferentes formatos, pero también dijo, “si aún no estás familiarizado con estos títulos, entonces al menos no tienes nada de qué quejarte, ya que son casi uniformemente soberbios”.

### Galardones
| Publicación     | Lista                                                | Posición | Ref.   |
| --------------- | ---------------------------------------------------- | -------- | ------ |
| Paste           | The 30 Best Albums of 1978                           | 10       | [ 19 ] |
| uDiscover Music | The Best Album Covers: 100 Pioneering Record Designs | 96       | [ 20 ] |

### Legado
La edición estadounidense del álbum, Pure Pop for Now People, se ubicó en la posición #3 en la encuesta anual de críticos Pazz & Jop de The Village Voice.

## Lista de canciones
Todas las canciones escritas y compuestas por Nick Lowe, excepto donde esta anotado. 
| Lado uno |                                      |                                     |          |  |
| N.º      | Título                               | Escritor(es)                        | Duración |  |
| 1.       | «Music for Money»                    |                                     | 2:08     |  |
| 2.       | «I Love the Sound of Breaking Glass» | Lowe, Andrew Bodnar, Steve Goulding | 3:15     |  |
| 3.       | «Little Hitler»                      | Lowe, Dave Edmunds                  | 3:01     |  |
| 4.       | «Shake and Pop»                      |                                     | 3:24     |  |
| 5.       | «Tonight»                            |                                     | 4:01     |  |

| Lado dos |                            |              |          |  |
| N.º      | Título                     | Escritor(es) | Duración |  |
| 1.       | «So It Goes»               |              | 2:35     |  |
| 2.       | «No Reason»                |              | 3:35     |  |
| 3.       | «36 Inches High»           | Jim Ford     | 3:00     |  |
| 4.       | «Marie Provost»            |              | 2:52     |  |
| 5.       | «Nutted by Reality»        |              | 2:52     |  |
| 6.       | «Heart of the City» (live) |              | 4:10     |  |

## Posicionamiento
| Gráfica (1978)                 | Pico de posición |
| ------------------------------ | ---------------- |
| Australia (Kent Music Report)  | 77               |
| Estados Unidos (Billboard 200) | 127              |
| Países Bajos (Album Top 100)   | 26               |
| Noruega (VG-lista)             | 20               |
| Reino Unido (UK Albums Chart)  | 22               |
| Suecia (Sverigetopplistan)     | 31               |